# رافائل پورسلیس
رافائل پورسلیس بازیکن فوتبال اهل برزیل است 